# アムールプレート

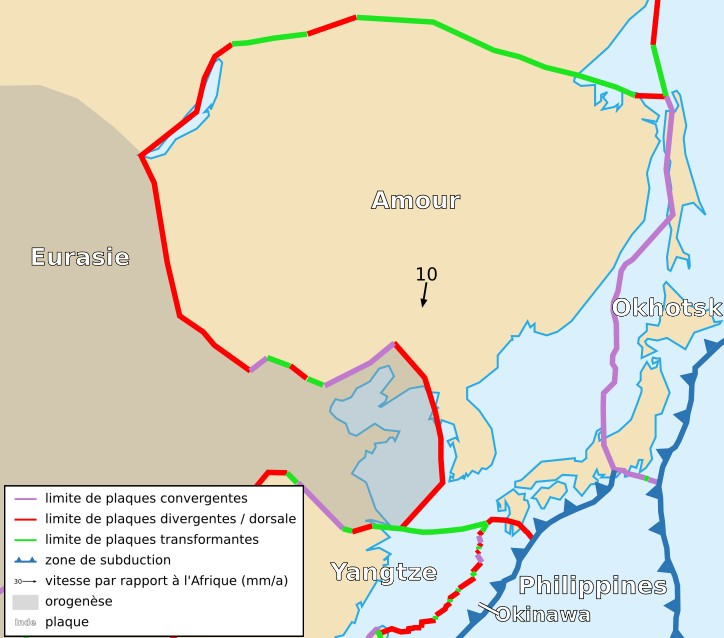
アムールプレート

アムールプレート（英: Amurian Plate, Amur Plate）は満州、朝鮮半島、西日本、沿海地方に位置する小規模なプレート。チャイナプレート（China Plate）とも呼ばれる。かつてはユーラシアプレートの一部と考えられていたが、現在ではユーラシアプレートに対して南東方向に動く独立したプレートであると考えられている。
ユーラシアプレート、オホーツクプレート、フィリピン海プレート、沖縄プレート、揚子江プレートによって囲まれており、バイカル湖のあるバイカルリフト帯（Baikal Rift Zone） は地溝帯になっており、アムールプレートとユーラシアプレートの広がる境界と考えられている。
GPSの測定によるとアムールプレートはゆっくりと反時計回りに回転している。
1976年の唐山地震に関係していた可能性がある。